# Colors of the Wind
Colors of the Wind (Nederlands: Kleuren van de Wind) is een nummer uit 1995, afkomstig uit de Disneyfilm Pocahontas. Het nummer werd geschreven door componist Alan Menken en tekstschrijver Stephen Schwartz. "Colors of the Wind" won een Academy Award voor Beste Originele Nummer, een Grammy Award en een Golden Globe. Het nummer beschrijft poëtisch het beeld dat de aarde een levend wezen is, waar mensen verbonden zijn met alle andere aspecten in de natuur.
In de film wordt het nummer gezongen door Judy Kuhn (Nederlandse versie: Pia Douwes). Voor de aftiteling nam de Amerikaanse zangeres Vanessa Williams het nummer op, dat later ook op single werd uitgebracht. Het werd een van de grootste hits van Williams. Sindsdien is het nummer gecoverd door onder anderen Ashanti, Jennifer Rush (Portugees) en Vanessa Hudgens.

## Tekst
In het nummer probeert Pocahontas aan John Smith uit te leggen hoe zij denkt over de aarde en natuur, hoe alles volgens haar een geest heeft. Ze moedigt hem aan niet over de natuur te denken als dingen die hij kan veroveren of bezitten, maar als levende wezens die gerespecteerd moeten worden. Iedereen zou samen in harmonie moeten leven. Ook zegt ze hem te accepteren dat mensen verschillend zijn, en van andere culturen te leren.
De eerste zin van het refrein vertelt over een wolf, die zingt naar de "blue corn moon". De tweede regel varieert naar aanleiding van de context van het couplet. De tweede keer dat het refrein wordt gezongen is de singleversie anders dan de filmversie. Op de single is te horen: "Or let the eagle tell you where he's been" ("Of laat de arend vertellen waar hij is geweest"), terwijl op de filmversie "Or ask the grinning bobcat why he grinned" ("Of vraag de lynx waarom hij spint") te horen is. Dit is waarschijnlijk vanwege de toevoeging van een derde refrein aan het nummer, terwijl de singleversie daar opnieuw het tweede refrein gebruikt. Het derde refrein heeft als tweede zin "For whether we are white or copper-skinned." ("Of we nu blank of koperkleurig zijn van huid"). De derde regel vraagt of je kunt zingen met de stemmen van de bergen, waarna de vierde regel eindigt met de titel van het nummer: of je kunt schilderen met kleuren van de wind.